# 대한민국 민법 제217조
대한민국 민법 제217조는 매연 등에 의한 인지에 대한 방해금지에 대한 민법조문이다.

## 조문
제217조(매연 등에 의한 인지에 대한 방해금지) ① 토지소유자는 매연, 열기체, 액체, 음향, 진동 기타 이에 유사한 것으로 이웃 토지의 사용을 방해하거나 이웃 거주자의 생활에 고통을 주지 아니하도록 적당한 조처를 할 의무가 있다.
②이웃 거주자는 전항의 사태가 이웃 토지의 통상의 용도에 적당한 것인 때에는 이를 인용할 의무가 있다.

## 사례
A의 금속 공방에서 발생하는 매연과 소음이 이웃 P의 생활에 불편을 주었다. P의 여러 차례 요청에도 개선이 없어 법적 조치를 고려하게 되었고, A는 관련 법규를 확인한 후 배기 장치 설치, 방음 공사, 야간 작업 감소 등의 조치를 취하여 이웃들의 불편이 해소되고 공방 운영도 계속될 수 있었다.

## 판례
- 민법 제217조는 제1항에서 "토지소유자는 매연, 열기체, 액체, 음향, 진동 기타 이에 유사한 것으로 이웃 토지의 사용을 방해하거나 이웃 거주자의 생활에 고통을 주지 아니하도록 적당한 조처를 할 의무가 있다."라고 정하고, 제2항에서 "이웃 거주자는 전항의 사태가 이웃 토지의 통상의 용도에 적당한 것인 때에는 이를 인용할 의무가 있다."라고 정하고 있다. 소음은 이 규정에서 정하는 생활방해에 해당하므로, 제2항에 따라 이웃 거주자는 소음이 이웃 토지의 통상의 용도에 적당한 것인 때에는 이를 인용할 의무가 있다.[1]

## 참고문헌
- 이종덕. (2018). 층간소음에 대한 민사법적 검토 - 민법 제217조 생활방해를 중심으로 -. 법조, 67(4), 79-115.
- 박융겸, 김판기. (2024). 환경침해에 대한 유지청구의 인정 근거로서 민법 제217조에 대한 고찰. 부동산법학, 28(2), 249-271.
- 고상현. (2023). 민법 제217조에 관한 비교입법사적 연구. 재산법연구, 40(1), 99-136.
- 안경희. (2023-12-20). 민법 제217조의 개정방향. 국민대학교 법학연구소 학술발표대회 논문집, 서울.
- 안경희. (2015). 임미시온의 위법성 판단기준― 민법 제217조와 수인한도론을 중심으로 ―. 환경법연구, 37(2), 263-296.
- 全京暈. (2000). 民法 제217조의 意味와 改正方向에 대한 小考. 비교사법, 7(1), 193-224.
- 朴碤雨. (1992). 民法 第217條와 損害賠償. 법학연구, 3(1), 153-174.
- 박영우. "民法 第217條와 損害賠償." 법학연구 3.1 (1992): 153-174.